# 北松尾村
北松尾村（きたまつおむら）は、かつて大阪府にあった村。現在の和泉市中部、松尾川が形成する松尾谷の北部にあたる。

## 歴史
- 1889年（明治22年）4月1日、和泉郡寺田村、箕形村、唐国村、内田村が合併して、和泉郡北松尾村が発足。大字唐国に村役場を設置。
- 1896年（明治29年）4月1日、泉北郡が成立。
- 1956年（昭和31年）9月1日、和泉町を中心とする1町6村の合併により、和泉市となる。